# Mariella Devia
Mariella Devia, née le 12 avril 1948 à Chiusavecchia, dans la province d'Imperia, en Ligurie, est une soprano italienne, particulièrement associé au répertoire bel canto de Rossini, Bellini et Donizetti. 

## Biographie
Mariella Devia étudie à l'Académie nationale de Sainte-Cécile à Rome avec Jolanda Magnoni. Elle se révèle en 1973 au concours Toti Dal Monte de Trévise, où elle chante le rôle-titre dans Lucia di Lammermoor. Elle est par la suite invitée dans toute l'Italie et s'impose dans les opéras de Mozart, Rossini, Donizetti, Bellini, Rota et Verdi.
Elle entame une carrière internationale avec des débuts au Metropolitan Opera de New York en 1979, puis parait à Chicago, Zurich, Munich, Hambourg, Vienne, Paris, Londres, Madrid, Marseille etc.
Elle est régulièrement invitée aux festivals Rossini de Pesaro et de la Valle d'Itria à Martina Franca, où elle participe à de nombreuses reprises et exhumations d'œuvres oubliées. Elle est aussi invitée au Festival international d'art lyrique d'Aix-en-Provence, au Maggio Musicale Fiorentino et au Festival de Ravenne.
Une des plus belles voix de la jeune école italienne, elle brille par la qualité de son timbre et la perfection de ses coloratures.
Après une carrière de presque 30 ans comme soprano lyrique léger et de colorature, elle commence à aborder des rôles plus dramatiques, à partir de Lucrezia Borgia en 2001. Elle chante ensuite la trilogie des reines de Donizetti, Maria Stuarda (2006), Anna Bolena (2007) et Elisabetta dans Roberto Devereux (2011), et finalement elle débute en Norma de Bellini en 2013, au lendemain de son 65e anniversaire. Ces rôles ont ensuite constitué le cœur de son répertoire ordinaire.
Le 19 mai 2018 a marqué la fin de sa carrière scénique. Elle s'est produite une dernière fois au théâtre de la Fenice à Venise, en interprétant une ultime Norma. Elle se consacre désormais aux récitals et à l'enseignement.
Distinctions
- International Opera Award dans la catégorie « Interprète féminin » (2016)[1].

## Répertoire
Le répertoire de Mariella Devia est composé essentiellement de bel canto, avec des compositeurs comme Rossini, Donizetti ou Bellini qui reviennent beaucoup, surtout Donizetti. Elle a aussi chanté en Français, chez Bizet, Delibes, Offenbach et Satie.
| Rôle               | Opéra                                | Compositeur        |
| ------------------ | ------------------------------------ | ------------------ |
| Adina              | L'Elisir d'amore                     | Gaetano Donizetti  |
| Elisabetta         | Roberto Devereux                     | Gaetano Donizetti  |
| Maria Stuarda      | Maria Stuarda                        | Gaetano Donizetti  |
| Anna Bolena        | Anna Bolena                          | Gaetano Donizetti  |
| Lucrezia Borgia    | Lucrezia Borgia                      | Gaetano Donizetti  |
| Elisabetta I       | Elisabetta al castello di Kenilworth | Gaetano Donizetti  |
| Parisina           | Parisina                             | Gaetano Donizetti  |
| Elena              | Marin Faliero                        | Gaetano Donizetti  |
| Lucia              | Lucia di Lammermoor                  | Gaetano Donizetti  |
| Serafina           | Il campanello di notte               | Gaetano Donizetti  |
| Marie              | La Fille du régiment                 | Gaetano Donizetti  |
| Adelia             | Adelia                               | Gaetano Donizetti  |
| Linda              | Linda di Chamounix                   | Gaetano Donizetti  |
| Nina               | Il giovedì grasso                    | Gaetano Donizetti  |
| Norina             | Don Pasquale                         | Gaetano Donizetti  |
| Elvira             | I puritani                           | Vincenzo Bellini   |
| Amina              | La sonnambula                        | Vincenzo Bellini   |
| Imogene            | Il pirata                            | Vincenzo Bellini   |
| Giulietta Capuleti | I Capuleti e i Montecchi             | Vincenzo Bellini   |
| Norma              | Norma                                | Vincenzo Bellini   |
| Beatrice           | Beatrice di Tenda                    | Vincenzo Bellini   |
| Amenaìde           | Tancredi                             | Gioacchino Rossini |
| Donna Fiorilla     | Il Turco in Italia                   | Gioacchino Rossini |
| Desdemona          | Otello                               | Gioacchino Rossini |
| Adelaide           | Adelaide di Borgogna                 | Gioacchino Rossini |
| Elcìa              | Mosè in Egitto                       | Gioacchino Rossini |
| Elena              | La donna del lago                    | Gioacchino Rossini |
| Zelmira            | Zelmira                              | Gioacchino Rossini |
| Semiramide         | Semiramide                           | Gioacchino Rossini |
| Comtesse Adèle     | Le Comte Ory                         | Gioacchino Rossini |
| Giovanna d'Arco    | Giovanna d'Arco                      | Giuseppe Verdi     |
| Gilda              | Rigoletto                            | Giuseppe Verdi     |
| Violetta Valery    | La traviata                          | Giuseppe Verdi     |
| Oscar              | Un ballo in maschera                 | Giuseppe Verdi     |
| Nannetta           | Falstaff                             | Giuseppe Verdi     |
| Leïla              | Les Pêcheurs de perles               | Georges Bizet      |
| Micaela            | Carmen                               | Georges Bizet      |
| Elisetta           | Il matrimonio segreto                | Domenico Cimarosa  |